# Bussy-le-Château
Bussy-le-Château is een gemeente in het Franse departement Marne (regio Grand Est) en telt 169 inwoners (2004). De plaats maakt deel uit van het arrondissement Châlons-en-Champagne.

## Geografie
De oppervlakte van Bussy-le-Château bedraagt 24,4 km², de bevolkingsdichtheid is 6,9 inwoners per km².
De onderstaande kaart toont de ligging van Bussy-le-Château met de belangrijkste infrastructuur en aangrenzende gemeenten.

## Demografie
Onderstaande figuur toont het verloop van het inwonertal (bron: INSEE-tellingen).